# Prepuțul clitorisului
Prepuțul clitorisului (lat. Praeputium clitoridis) (capișon, glugă) este o membrană tegumentară care acoperă glandul clitorisului, formată prin unirea ramurilor anterioare ale labiilor mici. De regulă, nu există simetrie bilaterală la nivelul prepuțului, bifurcările labiilor având un grad diferit de dezvoltare și extensiune.

## Morfologie
Prepuțul reprezintă un pliu al pielii labiilor mici care acoperă corpul clitoridian și până la 2/3 din lungimea glandului. Poate să prezinte diferite forme și dimensiuni. Cel mai des, prepuțul are aspectul unei glugi rotunjite, de forma unei arce. Însă se întâlnesc și cazuri când prepuțul este redus doar baza glandului clitoridian sau îl acoperă în întregime. Pielea prepuțului poate fi netedă, rugoasă sau cutată, manifestând variații individuale sau în funcție de vârsta femeii. Prepuțul este bogat în glande sebacee, ce elimină smegmă.
Între prepuț și gland se formează o mică cavitate – camera prepuțială. La unele femei, la marginea inferioară a camerei se află o îngustare a glandului, asemănătoare cu șanțul balano–prepuțial de sub coroana glandului penian.
Suprafața externă a prepuțului reprezintă un epiteliu scuamos cheratinizat. La fete, suprafața internă este acoperită de un epiteliu mucos, cu timpul, la femeile adulte este înlocuit epiteliu scuamos necheratinizat.

## Fiziologie
Funcția prepuțului constituie protecția glandului clitorisului – una din cele mai sensibile zone ale corpului feminin.
Prepuțul prezintă mobilitate, în timpul excitației sexuale poate să se retragă exteriorizând gland clitorisului. Dar, odată cu creșterea excitației glandul se retrage sub prepuț, spre muntele pubian, pentru a preveni iritația sa.